# Distrito escolar unificado de El Rancho
El distrito escolar unificado de El Rancho (DEUER) - El Rancho Unified School District o ERUSD en inglés) es el distrito escolar en California, Estados Unidos. Tiene escuelas y su sede en Pico Rivera.

## Escuelas

### Escuelas enseñanzas medias y preparatorias
- Escuela preparatoria El Rancho
- Escuela de enseñanza media Osburn Burke
- Escuela de enseñanza Media North Park
- Escuela de enseñanza Media Rivera